# Бзеница
Бзеница је насељено место у саставу града Плетернице, у западној Славонији, Република Хрватска.

## Историја
До нове територијалне организације налазило се у саставу бивше велике општине Славонска Пожега.

## Становништво
Насеље је према попису становништва из 2011. године имало 96 становника.
| Националност       | 1991.        |
| Хрвати             | 101 (65,58%) |
| Срби               | 17 (11,03%)  |
| Југословени        | 13 (8,44%)   |
| остали и непознато | 23 (14,93%)  |
| Укупно             | 154          |